# Angivi Futebol Clube
Angivi Futebol Clube foi um clube brasileiro de futebol com sede na cidade de Ivinhema, no estado de Mato Grosso do Sul. O nome do clube remete às iniciais das cidades vizinhas Angélica e Ivinhema, as quais fizeram uma parceria para a fundação do clube.

## Desempenho em competições

### Campeonato Sul-Mato-Grossense
| Ano  | Posição |
| 1989 | campeão |
| 1990 | ?º      |

## Títulos

### Estaduais
- Campeonato Sul-Mato-Grossense - Série B: 1989